# Lycée Franklin Roosevelt
Das Lycée Franklin Roosevelt ist eine öffentliche Sekundarschule in der französischen Großstadt Reims mit etwa 2100 Schülern, die nach dem Ende des Zweiten Weltkrieges nach dem kurz zuvor verstorbenen US-Präsidenten Franklin D. Roosevelt benannt wurde. In dem heutigen Schulkomplex, in dem seit 1927 unterrichtet wird, war gegen Ende des Zweiten Weltkrieges das Hauptquartier des US-amerikanischen Generals und späteren Präsidenten Dwight D. Eisenhower untergebracht, wodurch dort am 7. Mai 1945 die Gesamtkapitulation der deutschen Wehrmacht durch den deutschen Generaloberst Alfred Jodl unterzeichnet wurde. An dieses historische Ereignis erinnert noch heute ein Museum (Musée de la Reddition) im damaligen Gebäudeteil, wo u. a. auch der Raum der Unterzeichnung im Zustand von 1945 besichtigt werden kann.

## Geschichte der Schule
Die Lycée Franklin Roosevelt ist seit 1927 eine naturwissenschaftlich-technische Fachschule. Der Neubau entstand in der vom Ersten Weltkrieg stark in Mitleidenschaft gezogenen Stadt in den 1920er Jahren. Die Schule erhielt zunächst den Namen l’École Pratique Jolicœur.

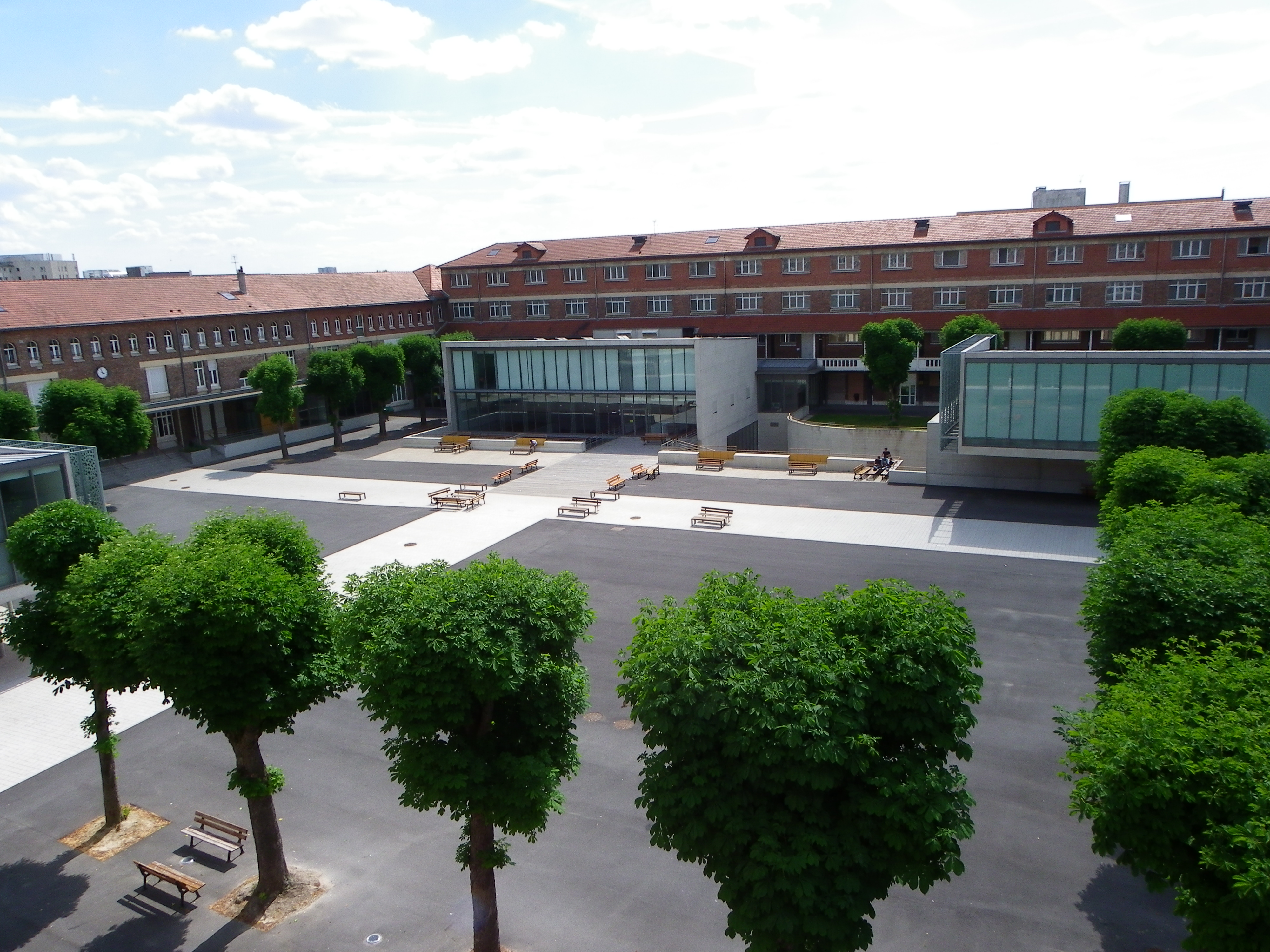
Die heutige Ansicht des Schulinnenhofes nach umfassenden Baumaßnahmen Ende der 2000ern

Die Schule wurde vom Architekten Hippolyte Portevin in der Nähe des Bahnhofs von Reims als eine Schule für Handel und Industrie errichtet. Der Schulkomplex gruppiert dabei seine quadratisch angeordneten Gebäude um einem riesigen zentralen Innenhof. Da dicke Backsteinmauern und kontrollierbare Zugänge – für ein damaliges Gebäude dieser Größe nicht selbstverständlich – diesen Gebäudekomplex in Reims auszeichneten, wurde er Ende des Zweiten Weltkrieges zum Hauptquartier von General Eisenhower, nachdem dieser zum Oberbefehlshaber der alliierten Streitkräfte in Nordwesteuropa (Supreme Commander Allied Expeditionary Force) ernannt wurde und das damals vom nationalsozialistischen Deutschland besetzte Frankreich befreite. Am 6. Mai 1945 verhandelte dann eine deutsche Delegation, bestehend aus Generaloberst Alfred Jodl, Generaladmiral Hans-Georg von Friedeburg und Major i. G. Wilhelm Oxenius, über eine Teilkapitulation gegenüber den westlichen Alliierten. Dies wurde aber vom SHAEF-Kommandeur Eisenhower zurückgewiesen, da entsprechend den gemeinsam getroffenen Vereinbarungen der Alliierten in der Konferenz von Jalta nur über eine Gesamtkapitulation und damit auch einer Kapitulation gegenüber dem sowjetischen Oberkommando verhandelt werden durfte. Daraufhin beauftragte und autorisierte der Nachfolger Adolf Hitlers, Karl Dönitz, Generaloberst Jodl, den Chef des Wehrmachtführungsstabes, der ursprünglich nur zum „Abschluss eines Waffenstillstandsabkommens mit dem Hauptquartier des Generals Eisenhower“ bevollmächtigt war, per Funk zur Unterzeichnung einer bedingungslosen Kapitulation der deutschen Truppen, was er am 7. Mai in der Zeit von 2:39 bis 2:41 Uhr auch tat. Für das SHAEF unterzeichnete Eisenhowers Stabschef General Walter Bedell Smith, für das sowjetische Oberkommando Generalmajor Iwan Susloparow sowie als Zeuge der Generalmajor der französischen Armee François Sevez. Am folgenden Tag, dem 8. Mai 1945 um 23:01 Uhr, wurde diese Kapitulation dann von allen deutschen Teilstreitkräften nochmals in Berlin-Karlshorst ratifiziert.

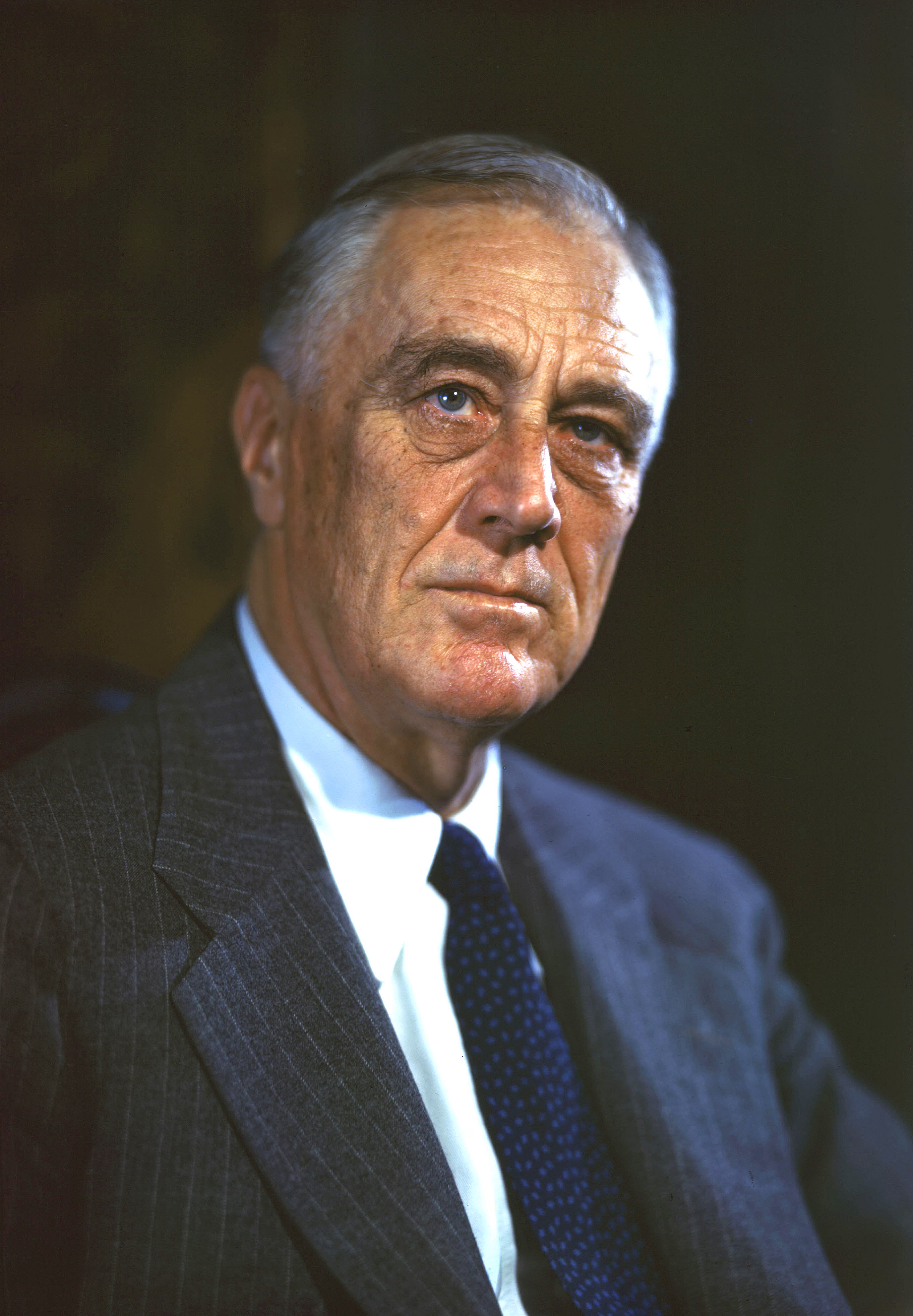
Namenspatron Franklin D. Roosevelt (1944)

Die Schule wurde nach Kriegsende in Lycée Franklin Roosevelt umbenannt, in Erinnerung an Franklin D. Roosevelt, der während des Zweiten Weltkrieges US-Präsident war und am 12. April 1945 drei Wochen vor Kriegsende gestorben war.
In den Jahren 2007 und 2008 wurde die Schule für 29 Millionen Euro umgebaut und erweitert und bekam u. a.  neue Einrichtungen auf dem Schulcampus wie die neugebauten Labore.